# Caipirasuchus
Caipirasuchus — вимерлий рід крокодилоподібних, відомий з пізньої крейди на півночі штату Сан-Паулу, Південно-Східна Бразилія. Типовий вид, C. paulistanus, названий у 2011 році. Другий вид, C. montealtensis, віднесений до Caipirasuchus у 2013 році після того, як у 2008 році названий видом Sphagesaurus. Третій вид, C. stenognathus, описаний у 2014 році. Четвертий вид, C. mineirus, описаний у 2018 році. П'ятий вид, C. attenboroughi, названий у 2021 році на честь Девіда Аттенборо.